# سیدجان سهاگ
سید جان سهاگ (زاده: ۱۳۱۱ ولسوالی سروبی، ولایت کابل) سیاست‌مدار افغانستانی و نماینده مردم کابل در دوره پانزدهم مجلس نمایندگان افغانستان است.

## زندگی‌نامه
سید جان سهاگ متولد ۱۳۱۱ از ولسوالی سروبی ولایت کابل افغانستان است.